# Rogaland
La contea di Rogaland (Rogaland fylke in norvegese) è una contea norvegese situata nel sud-ovest del paese. Confina con le contee di Vestland, Telemark e Agder. La sua capitale è Stavanger.

## Informazioni generali
Popolata dall'età della pietra, come prova la scoperta dello scheletro di un ragazzo di questo periodo, la contea fu denominata Rygjafylke all'epoca vichinga. Fino al momento della conquista da parte di Harald I, costituì un piccolo regno indipendente.
Il Rogaland è una contea costiera e comprende numerose isole, la più importante delle quali è Karmøy. Stavanger è la terza zona urbana della Norvegia, dopo Oslo e Trondheim.
L'isola di Karmøy cela grandi giacimenti di rame: da qui fu estratto quello servito alla costruzione della statua della libertà a New York negli Stati Uniti. Il Rogaland è la contea più importante del paese per lo sfruttamento del gas e del petrolio. A Stavanger hanno spesso luogo conferenze sul petrolio e l'ambiente.
La "Fattoria dell'età del ferro", a Stavanger, è la ricostruzione di un sito datato agli anni dal 350 al 500. La città annovera anche un museo archeologico dedicato ai numerosi resti della storia antica del Rogaland. Un altro museo, detto la Fattoria vichinga, si trova a Karmøy.
Nella contea sono regolarmente organizzati una serie di festival culturali e congressi, come il Festival della Musica da Camera e il Festival Maijazz a Stavanger.

## Comuni
La contea di Rogaland è suddivisa in 23 comuni (kommuner):
- Bjerkreim
- Bokn
- Eigersund
- Gjesdal
- Haugesund
- Hjelmeland
- Hå
- Karmøy
- Klepp
- Kvitsøy
- Lund
- Randaberg
- Sandnes
- Sauda
- Sokndal
- Sola
- Stavanger
- Strand
- Suldal
- Time
- Tysvær
- Utsira
- Vindafjord